# Microregione di Batalha
Batalha è una microregione dello Stato dell'Alagoas in Brasile, appartenente alla mesoregione di Sertão Alagoano.

## Comuni
Comprende 8 comuni:
- Batalha
- Belo Monte
- Jacaré dos Homens
- Jaramataia
- Major Isidoro
- Monteirópolis
- Olho d'Água das Flores
- Olivença